# 今井雄太郎
今井 雄太郎（いまい ゆうたろう、1949年8月4日 - ）は、新潟県長岡市出身の元プロ野球選手（投手）、野球解説者、タレント。
史上14人目で昭和最後、史上初の指名打者制度での完全試合達成者。

## 経歴
中越高校ではエースとして活躍。1967年夏の甲子園予選北越大会で準決勝に進むが、吉岡悟を打の中軸とする富山商に完封負け。卒業後は新潟鉄道管理局（現：JR東日本新潟支社）に入社。新潟鉄道管理局時代は野球部といっても特別扱いはされず、他の職員と同じように勤務し、今井の仕事は操車場で貨車の連結を行う係であった。1970年日本産業対抗野球大会の国鉄部門予選では決勝に進むが、鹿児島鉄道管理局に敗退。今井によるとこの予選でたまたま好投したため、スカウトの目にとまったのだという。1970年のドラフト2位で阪急ブレーブスに入団。
“ノミの心臓”と呼ばれるほど気が弱く、また極度のあがり症であったため、二軍では好投するものの一軍ではなかなか結果が出せず、プロ入りから5年間で2勝しか挙げられなかった。初先発した1972年5月18日の対南海戦では、2回の二死満塁からトリプルスチール（三塁走者は野村克也）を決められる経験もしている。
しかし、1974年から投手コーチに就任していた梶本隆夫がその無類の酒好きに目をつけ、1978年5月4日、大阪スタヂアムでの南海戦で紙コップ入りのビールを飲ませてからマウンドにあげたところ、それまでとは別人のような好投を見せた。今井は2019年の新井宏昌との対談で、元は監督の上田利治がコーチ会議で「飲むと陽気になってノビノビしている。試合前に一杯飲ませてみたらどうや」と話しておこなわれたと述べている。高橋安幸『伝説のプロ野球選手に会いに行く2』（白夜書房、2009年）収録のインタビューによると、最初の1回は梶本から「どうせこれが最後（の先発のチャンス）やから飲め」と言われて飲まされた。その後も本人が希望して飲んでいたわけではなく、酒を飲んだ後の結果がよかったのでコーチ、監督に無理やり飲まされており、数回のことだった。また、よく言われる「酔っ払って気持ちよくなってノビノビ投げられた」というのは誤り。むしろ、酒を飲んでプレーするのは、「苦しくて仕方なかった」とのこと。ただ、最初の時には飲んだことで苦しい方が先に立ち、それ以外の不安を考えるどころではなくなり、ブルペンで投げているのと同じような感覚になって球が走ったのだという。
それ以来、眠っていた才能が一気に開花し、1978年8月31日の対ロッテ戦（宮城）では史上14人目の完全試合を達成した。これは昭和最後の完全試合でもある。また、1975年にパ・リーグで指名打者制度が導入されて以降初の完全試合であり、指名打者制度下ではNPB初の完全試合であった。これ以後、パ・リーグにおける完全試合および指名打者制度下での完全試合は2022年に佐々木朗希が達成するまで44年間にわたり達成されることがなかった。同年のリーグ優勝にも大きく貢献。
1981年には19勝15敗で最多勝を村田兆治（ロッテ）と分け合い、1984年にも21勝9敗、防御率2.93の成績で最多勝・最優秀防御率・ベストナインのタイトルを獲得、チームの6年ぶりの優勝に貢献した。リーグ優勝決定時には胴上げ投手としてマウンドに立っていた。日本シリーズの試合前に酒を飲まされたこともあるが、完全試合を達成した試合前には飲んでいなかったとのこと。阪急百貨店専務に勧められてこの完全試合を記念して絵皿時計を作り関係者に配ったが、代金が180万円も掛かった。当時の今井の年俸は300万円弱だったので妻に大目玉を食らった。
親会社が阪急電鉄からオリックスに変わった1989年以降は、中継ぎや抑えも務めた。親分肌で気取りのないやさしい性格から後輩に『殿』と慕われ、今井を中心とするオリックスのリリーフ陣は『殿様リリーズ』とも呼ばれていた。上田利治が監督を勇退した1990年オフ、矢野実との交換で福岡ダイエーホークスに移籍し、この頃から2歳年上の妻の実家がある佐賀県佐賀市に在住。
1991年に1勝を挙げ、41歳9カ月での勝利投手は球団記録だったが和田毅が2023年4月5日のオリックス戦で42歳1カ月勝利投手になったため記録を更新された。同年限りで現役を引退した。21年の現役生活においては、タイトルを獲得するなど先発投手陣の主軸として活躍していたが、同時代のチームメイトに山田久志、佐藤義則らがいたため、一度も開幕投手となったことがなかった。
1992年からサンテレビジョン野球解説者、デイリースポーツ野球評論家。福岡県内を拠点としたタレント活動も行っており、福岡放送の人気番組『ナイトシャッフル』のレギュラーを長年務めた。テレビ出演は、自宅のある佐賀県のサガテレビと、福岡放送が中心になっているが、解説者契約はしておらず、野球中継の出演は少ない。

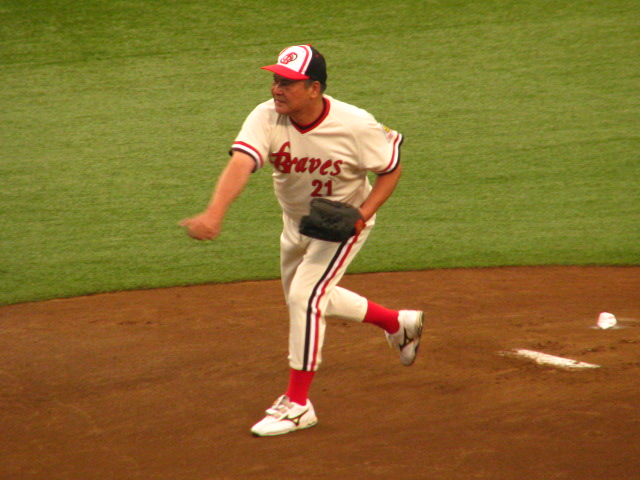
今井雄太郎（「ライオンズ・クラシック2009」始球式）

今井の後、昭和時代に完全試合を達成したNPBの投手はおらず、「昭和最後の完全試合投手」の称号が与えられている。
その後、平成時代に入った1994年に巨人の槙原寛己が完全試合を達成するが、今井は福岡ドームでの槙原の完全試合に居合わせており、槙原の完全試合達成の瞬間を現場で目の当たりにして涙を流した。
2001年から開始されたプロ野球マスターズリーグの福岡ドンタクズにも在籍し、登板も経験した。
2007年から佐賀駅北口で定食屋「ゴッドマザーイマイ」を経営していた（2017年9月22日閉店）。これは妻と娘が始めたもので、店名は家族会議で「ゴッドマザー」と決めたが、何故か看板が「ゴットマザー」となっている。その妻も2013年11月に食道がんで死去した（結婚生活38年）。また、佐賀駅南口では息子が「串カツ イマイ」を切り盛りしており、時折お店を手伝っている。

## 選手としての特徴
投球フォームはお世辞にも流麗と言えるものではなく、ステップする際も軸足（右足）の膝が外を向いていたため、水島新司の作品の中では「ガニ股投法」と呼ばれている。また、テイクバックが小さい、典型的な「かつぎ投げ（捕手が送球するような投げ方）」で、一般にかつぎ投げは投手寿命を短くすると言われていたが（例・阪神タイガースの西村一孔）、今井は天性の下半身と地肩の強さで20年以上活躍し続けた。
ストレートは球質こそ重いものの球速はさほど速くはなかったため、シンカーとシュートを決め球としていた。また、両方を組み合わせた「シューシン（今井の命名）」も投げていたという。重さのある速球を見せ球にしつつ、変化球で打たせて取る投球が身上だった。

## 人物像
愛称は「雄ちゃん」「雄さん」など。
入団から数年間実績を残せなかったことに表れているように極度のアガリ症であり、現在でもそれは変わっていない。
その人柄から、ファンだけでなくチームメイトからも愛されていた。ホークス移籍後、古巣ブルーウェーブとの対戦で元同僚のブーマー・ウェルズに死球をぶつけた際、マウンド上の今井相手に怒りをぶつけることができなかったブーマーが、ホークスベンチにいた投手コーチの権藤博に突進するという珍騒動もあった。
九州に長く在住していることもあり、九州弁で喋ることが多い。
サッポロドラフトワン九州限定CMにて、佐賀県民として出演している。

## 酒に関する逸話
現役時代は佐藤義則と二人で『酒仙投手』と称されており、酒にまつわるエピソードは枚挙に暇がない。
入団2年目か3年目のキャンプで、ともに飲んでいた山田久志から宿舎の部屋をマッサージのために貸してほしいと言われ、片付けようと間違えて監督の西本幸雄の部屋に入り、寝ていた西本の布団をはいで「誰や!」と怒鳴られた（翌日、練習で「アルコールを出せ」と厳しく指導された）。完全試合をなしとげた試合はウイスキーを飲んで試合に臨んでいたといわれるが、本人はこれを否定している。完全試合達成後の次の登板前に「完全試合して、そのあとたらふく飲んでるやろう、それを全部出せ」と練習中ずっとノックをさせられたという。
チームメイトとの酒席では「ヤマさん（山田久志）の数字は凄いけど、完全試合だけはやったこと無いでしょう」と口にしたという。
新潟出身の大酒飲みということで、水島新司の漫画『あぶさん』では、同郷で同じく大酒飲みの主人公・景浦安武の親友として登場していた。これを読んだ今井の子供は「親父、いつも酔っぱらって野球やってるんか」と尋ねたという。

## 詳細情報

### 年度別投手成績
| 年 度      | 球 団           | 登 板 | 先 発 | 完 投 | 完 封 | 無 四 球 | 勝 利 | 敗 戦 | セ 丨 ブ | ホ 丨 ル ド | 勝 率 | 打 者 | 投 球 回 | 被 安 打 | 被 本 塁 打 | 与 四 球 | 敬 遠 | 与 死 球 | 奪 三 振 | 暴 投 | ボ 丨 ク | 失 点 | 自 責 点 | 防 御 率 | W H I P |
| ---------- | --------------- | ----- | ----- | ----- | ----- | -------- | ----- | ----- | -------- | ----------- | ----- | ----- | -------- | -------- | ----------- | -------- | ----- | -------- | -------- | ----- | -------- | ----- | -------- | -------- | ------- |
| 1971       | 阪急 オリックス | 1     | 0     | 0     | 0     | 0        | 0     | 0     | --       | --          | ----  | 8     | 0.2      | 5        | 0           | 1        | 0     | 0        | 0        | 0     | 0        | 5     | 5        | 67.50    | 9.00    |
| 1972       | 阪急 オリックス | 11    | 1     | 0     | 0     | 0        | 1     | 0     | --       | --          | 1.000 | 73    | 18.0     | 18       | 2           | 2        | 0     | 0        | 14       | 0     | 0        | 9     | 6        | 3.00     | 1.11    |
| 1973       | 阪急 オリックス | 6     | 0     | 0     | 0     | 0        | 1     | 0     | --       | --          | 1.000 | 30    | 6.0      | 10       | 0           | 2        | 0     | 0        | 2        | 0     | 0        | 5     | 4        | 6.00     | 2.00    |
| 1974       | 阪急 オリックス | 8     | 1     | 0     | 0     | 0        | 0     | 1     | 0        | --          | .000  | 76    | 16.0     | 22       | 3           | 7        | 0     | 1        | 5        | 0     | 0        | 12    | 10       | 5.63     | 1.81    |
| 1975       | 阪急 オリックス | 8     | 1     | 0     | 0     | 0        | 0     | 1     | 0        | --          | .000  | 76    | 15.2     | 19       | 2           | 9        | 1     | 1        | 5        | 0     | 0        | 13    | 10       | 5.74     | 1.79    |
| 1976       | 阪急 オリックス | 16    | 10    | 2     | 1     | 1        | 3     | 3     | 0        | --          | .500  | 276   | 64.2     | 66       | 5           | 27       | 1     | 2        | 34       | 1     | 0        | 38    | 33       | 4.59     | 1.44    |
| 1977       | 阪急 オリックス | 12    | 6     | 3     | 0     | 0        | 1     | 3     | 0        | --          | .250  | 222   | 46.2     | 55       | 7           | 26       | 0     | 2        | 32       | 0     | 0        | 30    | 22       | 4.24     | 1.74    |
| 1978       | 阪急 オリックス | 34    | 19    | 12    | 2     | 4        | 13    | 4     | 1        | --          | .765  | 766   | 188.2    | 165      | 15          | 49       | 0     | 6        | 122      | 0     | 0        | 67    | 50       | 2.39     | 1.13    |
| 1979       | 阪急 オリックス | 27    | 22    | 9     | 2     | 1        | 11    | 7     | 0        | --          | .611  | 727   | 166.2    | 179      | 12          | 72       | 1     | 7        | 65       | 6     | 0        | 85    | 79       | 4.27     | 1.51    |
| 1980       | 阪急 オリックス | 26    | 17    | 3     | 0     | 0        | 8     | 5     | 3        | --          | .615  | 566   | 121.1    | 154      | 19          | 57       | 6     | 9        | 57       | 2     | 0        | 84    | 80       | 5.93     | 1.74    |
| 1981       | 阪急 オリックス | 36    | 31    | 15    | 3     | 0        | 19    | 15    | 0        | --          | .559  | 991   | 231.1    | 240      | 30          | 77       | 4     | 9        | 70       | 1     | 0        | 125   | 96       | 3.73     | 1.37    |
| 1982       | 阪急 オリックス | 25    | 21    | 8     | 2     | 1        | 6     | 11    | 1        | --          | .353  | 551   | 126.1    | 131      | 17          | 39       | 3     | 9        | 42       | 5     | 1        | 73    | 68       | 4.84     | 1.35    |
| 1983       | 阪急 オリックス | 31    | 30    | 11    | 1     | 0        | 15    | 10    | 0        | --          | .600  | 853   | 200.0    | 211      | 22          | 59       | 1     | 8        | 70       | 3     | 0        | 98    | 91       | 4.10     | 1.35    |
| 1984       | 阪急 オリックス | 32    | 29    | 19    | 5     | 3        | 21    | 9     | 0        | --          | .700  | 896   | 218.0    | 208      | 16          | 53       | 1     | 13       | 83       | 1     | 1        | 76    | 71       | 2.93     | 1.20    |
| 1985       | 阪急 オリックス | 35    | 31    | 14    | 1     | 1        | 12    | 13    | 3        | --          | .480  | 959   | 220.0    | 247      | 34          | 65       | 5     | 12       | 96       | 1     | 0        | 129   | 122      | 4.99     | 1.42    |
| 1986       | 阪急 オリックス | 31    | 24    | 5     | 1     | 2        | 7     | 13    | 0        | --          | .350  | 652   | 149.0    | 179      | 27          | 36       | 2     | 3        | 71       | 2     | 0        | 88    | 80       | 4.83     | 1.44    |
| 1987       | 阪急 オリックス | 17    | 13    | 2     | 0     | 0        | 4     | 5     | 0        | --          | .444  | 302   | 71.0     | 84       | 9           | 15       | 0     | 2        | 31       | 0     | 0        | 41    | 37       | 4.69     | 1.39    |
| 1988       | 阪急 オリックス | 13    | 5     | 0     | 0     | 0        | 2     | 4     | 0        | --          | .333  | 154   | 34.1     | 42       | 3           | 5        | 1     | 5        | 17       | 0     | 0        | 28    | 20       | 5.24     | 1.37    |
| 1989       | 阪急 オリックス | 28    | 11    | 1     | 0     | 0        | 5     | 5     | 2        | --          | .500  | 352   | 80.2     | 96       | 13          | 14       | 0     | 7        | 34       | 1     | 0        | 46    | 38       | 4.24     | 1.36    |
| 1990       | 阪急 オリックス | 22    | 0     | 0     | 0     | 0        | 0     | 1     | 0        | --          | .000  | 161   | 35.2     | 52       | 6           | 4        | 0     | 6        | 14       | 0     | 1        | 29    | 28       | 7.07     | 1.57    |
| 1991       | ダイエー        | 10    | 2     | 0     | 0     | 0        | 1     | 2     | 0        | --          | .333  | 92    | 19.1     | 31       | 4           | 6        | 1     | 0        | 6        | 2     | 0        | 16    | 16       | 7.45     | 1.91    |
| 通算：21年 | 通算：21年      | 429   | 274   | 104   | 18    | 13       | 130   | 112   | 10       | --          | .537  | 8783  | 2030.0   | 2214     | 246         | 625      | 27    | 102      | 870      | 25    | 3        | 1097  | 966      | 4.28     | 1.40    |

- 各年度の太字はリーグ最高
- 阪急（阪急ブレーブス）は、1989年にオリックス（オリックス・ブレーブス）に球団名を変更

### タイトル
- 最多勝利：2回 （1981年、1984年）
- 最優秀防御率：1回 （1984年）

### 表彰
- ベストナイン：1回 （1984年）
- 月間MVP：2回 （1983年6月、1984年4月）

### 記録
- 初登板：1971年4月14日、対ロッテオリオンズ2回戦（東京スタジアム）
- 初勝利：1972年10月5日、対ロッテオリオンズ25回戦（西京極球場）、8回表に2番手で救援登板、2回1失点
- 初先発勝利：1976年8月4日、対日本ハムファイターズ後期4回戦（阪急西宮球場）、6回1/3を無失点
- 完全試合：1回 （1978年8月31日、対ロッテオリオンズ後期8回戦、県営宮城球場）
- オールスターゲーム出場：4回 （1979年、1981年、1983年、1984年）

### 背番号
- 21 （1971年 - 1990年）
- 31 （1991年）

## 関連情報

### 出演
テレビ
- ナイトシャッフル→ナイトシャッフルG（1994年10月～2016年3月福岡放送）

他バラエティ多数

### 著書
- 「『野球の虫』の完全試合」（1992年、ベースボール・マガジン社、単著）ISBN 978-4-583-02986-3